# Riudoms
Riudoms é um município da Espanha na comarca de Baix Camp, província de Tarragona, comunidade autónoma da Catalunha. Tem 32,42 km² de área e em 2021 tinha 6 617 habitantes (densidade: 204,1 hab./km²). Está situado a cerca de cinco quilômetros de Reus, a capital da comarca.
Muitos acreditam que Riudoms seja a terra natal do arquiteto Antoni Gaudí, enquanto outros afirmam que ele teria nascido em Reus.